# 征新羅大将軍
征新羅大将軍（せいしらぎたいしょうぐん、しらきをうついくさのきみ）は、かつて日本で用いられた将軍の称号の一つで、新羅を征する将軍の意である。新羅に滅ぼされた任那日本府を救援する目的で任命された外国出征の大将軍。

## 概要
初見は推古8年（西暦600年）2月で、新羅に滅ぼされた任那日本府を救援するために新羅へ派遣された。このとき蘇我氏の一族である境部摩理勢（境部臣）が征討大将軍に、穂積祖足（穂積臣）が副将軍に任じられ、約1万の軍勢で新羅に出征した。境部摩理勢は名目上で、実際に出征はしていない。結果、5つの城を攻め落とし新羅を降伏させ、さらに多多羅（たたら）、素奈羅（すなら）、弗知鬼（ほちくい）、委陀（わだ）、南迦羅（ありひしのから）、阿羅々（あらら）の6つの城を攻略して、倭国（日本）への朝貢を約させた。しかし倭国の軍が帰国すると新羅は再び任那に攻め込んだ。
推古10年（602年）2月、聖徳太子の弟来目皇子が征討将軍として軍2万5千を授けられ、4月に軍を率いて筑紫国に至り、島郡に屯営した。しかし、来目皇子が病を得て新羅への進軍を延期とし、そのまま来目皇子は征討を果たせぬまま推古11年（603年）2月4日、筑紫にて薨去し計画は頓挫した。
推古11年（603年）4月、来目皇子の異母兄当麻皇子が征討将軍に任命される。同年7月3日、難波より出航し、7月6日に播磨に到着するが、妻の舎人皇女が明石に薨去したため、当麻皇子は朝廷に帰還し、計画は潰えた。
また、上述の3度以外にも、推古31年（623年）にも新羅征討があったとされる。これは中臣國が、新羅が任那を討ったため新羅を討ち、任那を百済につけるべきだと天皇に述べたことに始まる。そこで境部雄摩侶と中臣國が大将軍に、河辺禰受、物部依網乙等、波多廣庭、近江脚身飯蓋、平群宇志、大伴某（名は不詳）、大宅軍らが副将軍に任じられ、数万の軍をひきいて朝鮮半島に渡った。すると軍の多さを聞いた新羅は降伏した。

## 任官者

### 大将軍・将軍
- 境部摩理勢（実際に新羅へ赴任せず）
- 来目皇子（将軍、実際に新羅へ赴任せず）
- 当麻皇子（将軍、実際に新羅へ赴任せず）
- 中臣國
- 境部雄摩侶

### 副将軍
- 穂積祖足
- 河辺禰受
- 物部依網乙等
- 波多廣庭
- 近江脚身飯蓋
- 平群宇志
- 大伴某（名は不詳）
- 大宅軍